# Xã Ash, Quận Barry, Missouri
Xã Ash (tiếng Anh: Ash Township) là một xã thuộc quận Barry, tiểu bang Missouri, Hoa Kỳ. Năm 2010, dân số của xã này là 948 người.